# Guðbergur Bergsson
Pour les articles homonymes, voir Bergsson.
Guðbergur Bergsson est un écrivain et traducteur islandais né le 16 octobre 1932 à Grindavík et mort le 4 septembre 2023. 

## Biographie
Il étudie la littérature à l'université d'Islande puis à l'université de Barcelone. 
Son installation en Espagne en 1956 lui permet de devenir l'un des meilleurs interprètes espagnol / islandais en Islande.

## Œuvres
- Músin sem læðist, 1961
- Tómas Jónsson, metsölubók, 1966
- Ástir samlyndra hjóna, 1967
- Anna, 1968
- Það sefur í djúpinu, 1973
- Hermann og Dídí, 1974
- Það rís úr djúpinu, 1976
- Saga af manni sem fékk flugu í höfuðið, 1979
- Sagan af Ara Fróðasyni og Hugborgu konu hans, 1980
- Hjartað býr enn í helli sínum, 1982
- Leitin að landinu fagra, 1985
- Froskmaðurinn, 1985
- Svanurinn, 1991
- Sú kvalda ást sem hugarfylgsnin geyma, 1993
- Ævinlega, 1994
- Lömuðu kennslukonurnar, 2004
- Leitin að barninu í gjánni - Barnasaga ekki ætluð börnum, 2008
- Missir, 2010
- Hin eilífa þrá, 2012
- Þrír sneru aftur, 2014

## Œuvres traduites en français
- L’Aile du cygne, [« Svanurinn »], trad. de Catherine Eyjólfsson, Paris, Éditions Gallimard, coll. « Du monde entier », 1996, 182 p.  (ISBN 2-07-074112-5)
- Deuil, [« Missir »], trad. d’Éric Boury, Paris, Éditions Métailié, 2013, 128 p.  (ISBN 978-2-86424-902-3)
- Il n'en revint que trois, [« Þrír sneru aftur »], trad. d’Éric Boury, Paris, Éditions Métailié, 2018, 207 p.  (ISBN 979-10-226-0730-8)

## Adaptation au cinéma
En 2017, la réalisatrice islandaise Ása Helga Hjörleifsdóttir adapte L'Aile du cygne sous le titre The Swan.